# Stazione di Corniglia

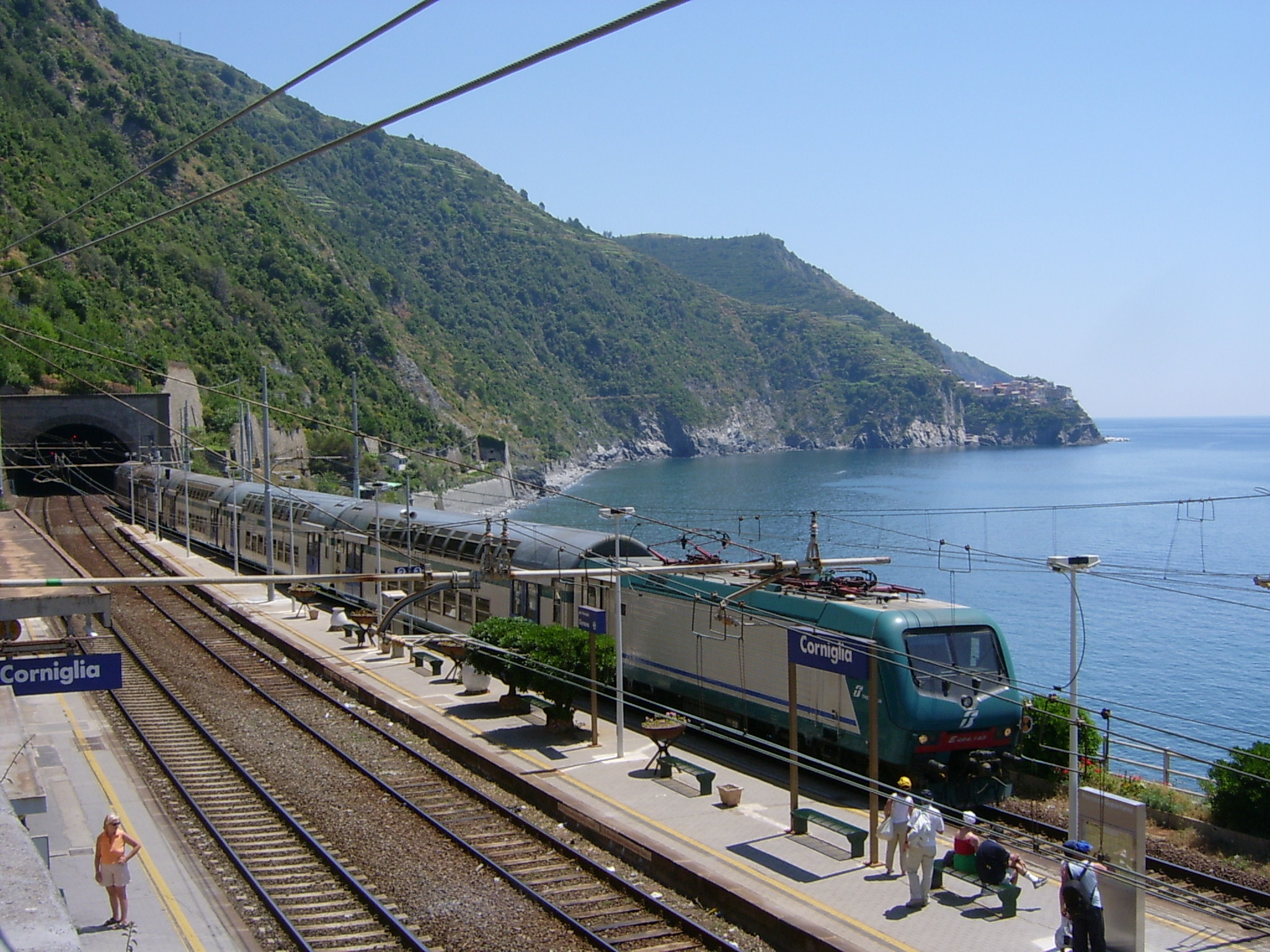
FS E464 sorozat vonatával az állomáson

Stazione di Corniglia vasútállomás Olaszországban, Corniglia településen, közvetlenül a tenger mellett.

## Vasútvonalak
Az állomást az alábbi vasútvonalak érintik:
- Pisa–La Spezia–Genova-vasútvonal

## Kapcsolódó állomások
A vasútállomáshoz az alábbi állomások vannak a legközelebb:
- Stazione di Vernazza
- Stazione di Manarola

## Galéria

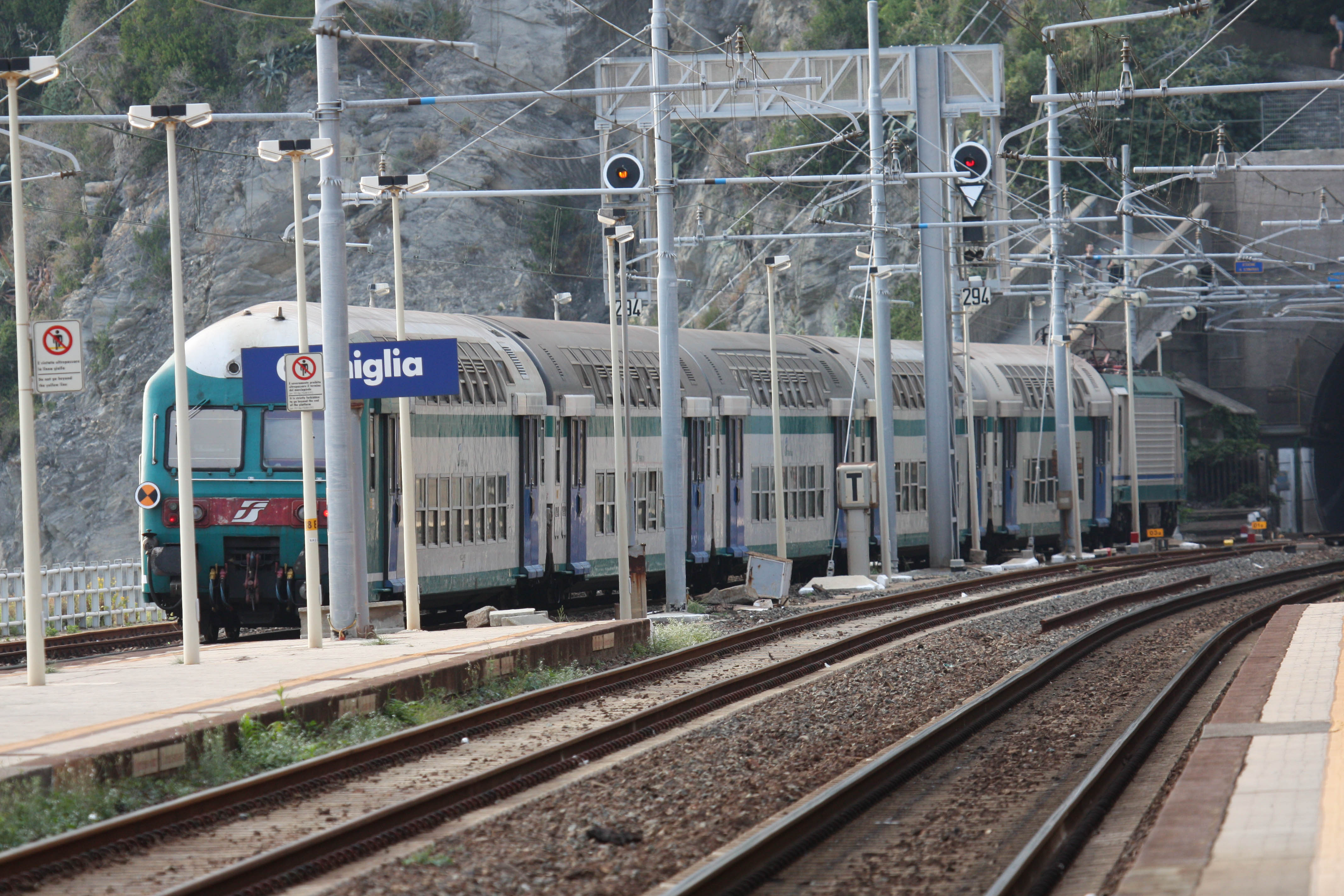
Vonat indul az állomásról
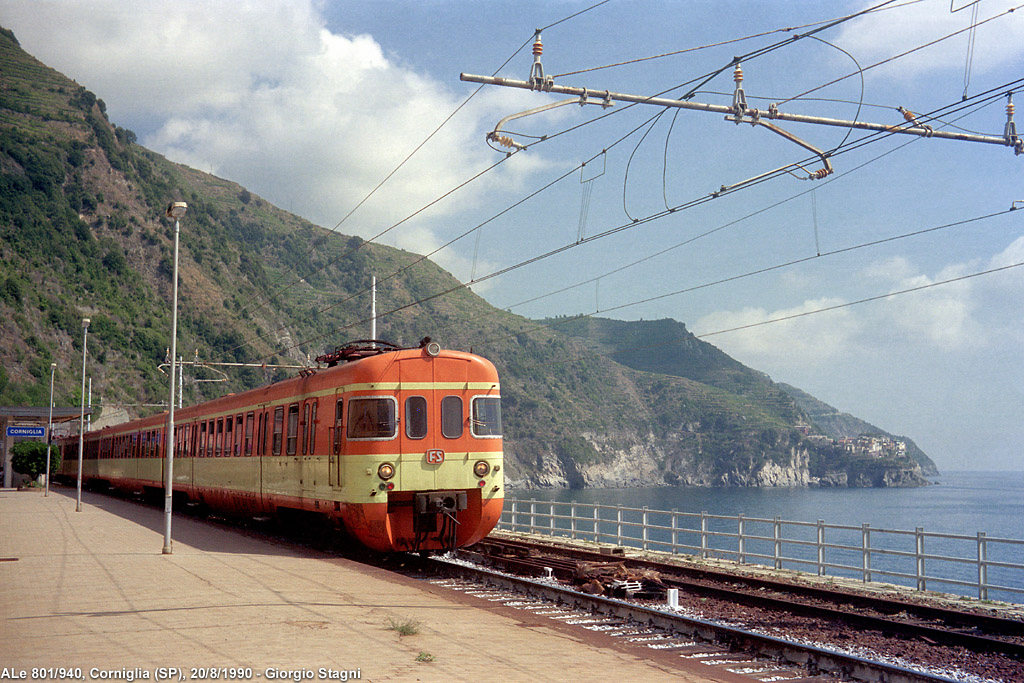
Az állomás 1990-ben
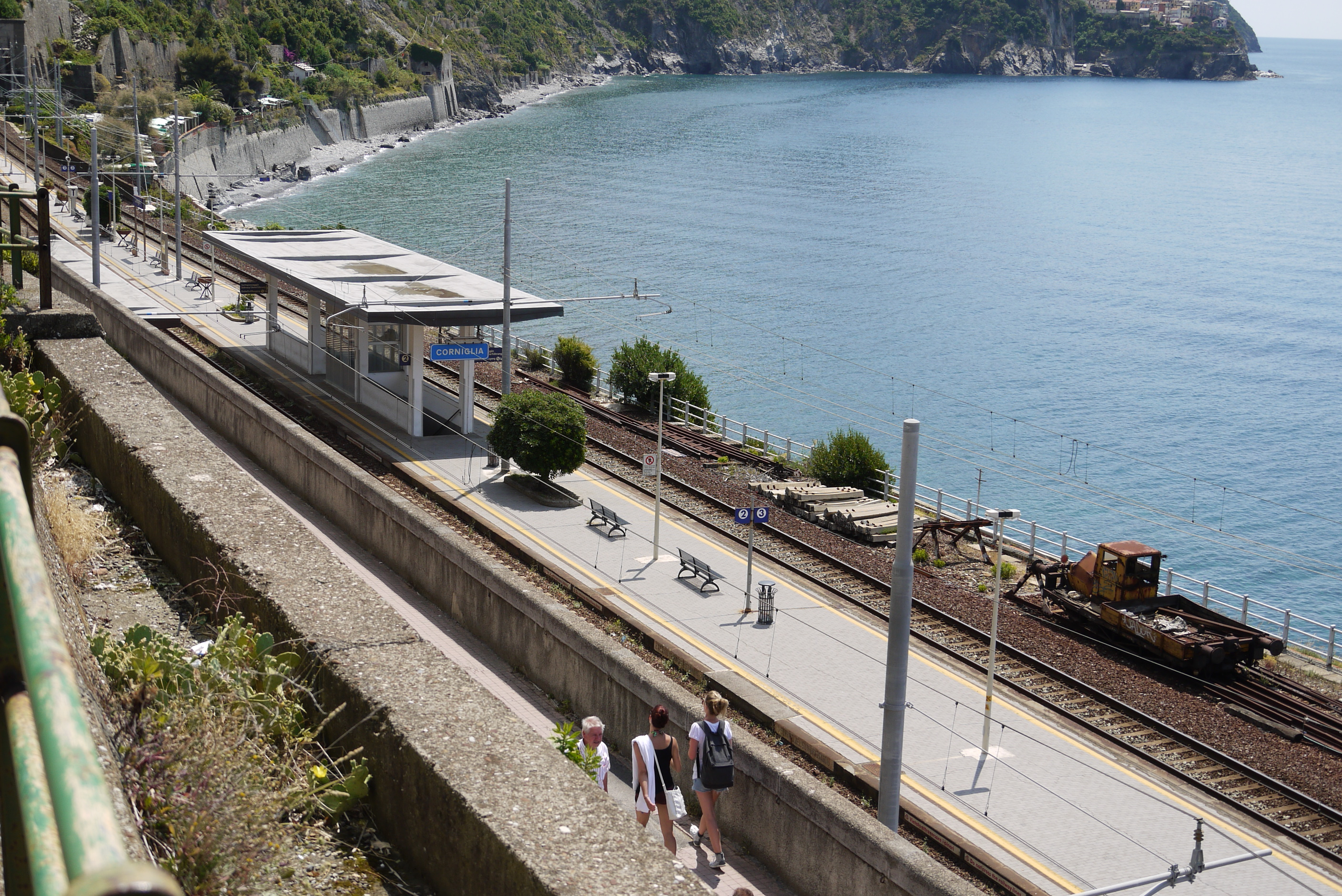
A peronok
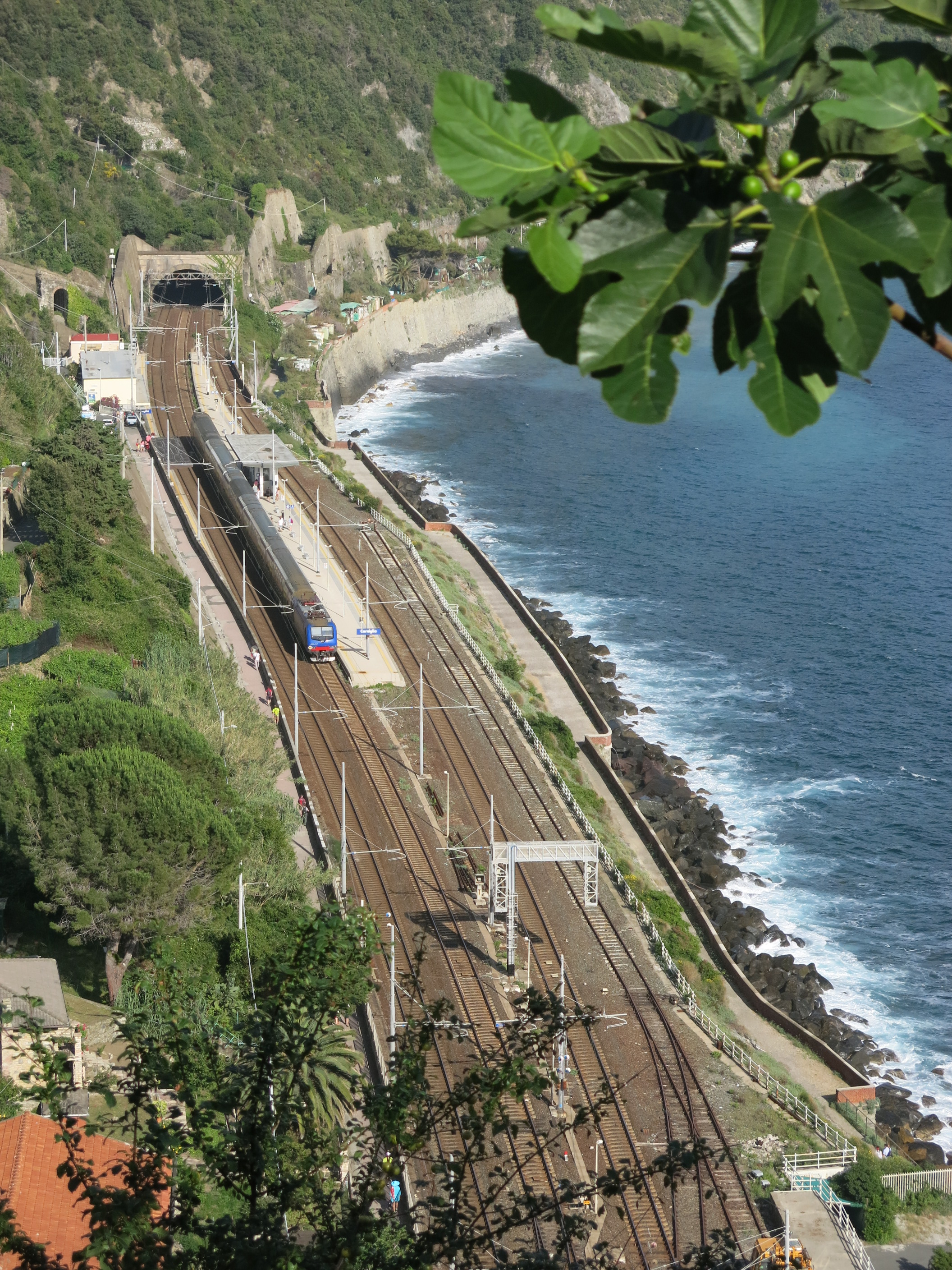
A magasból
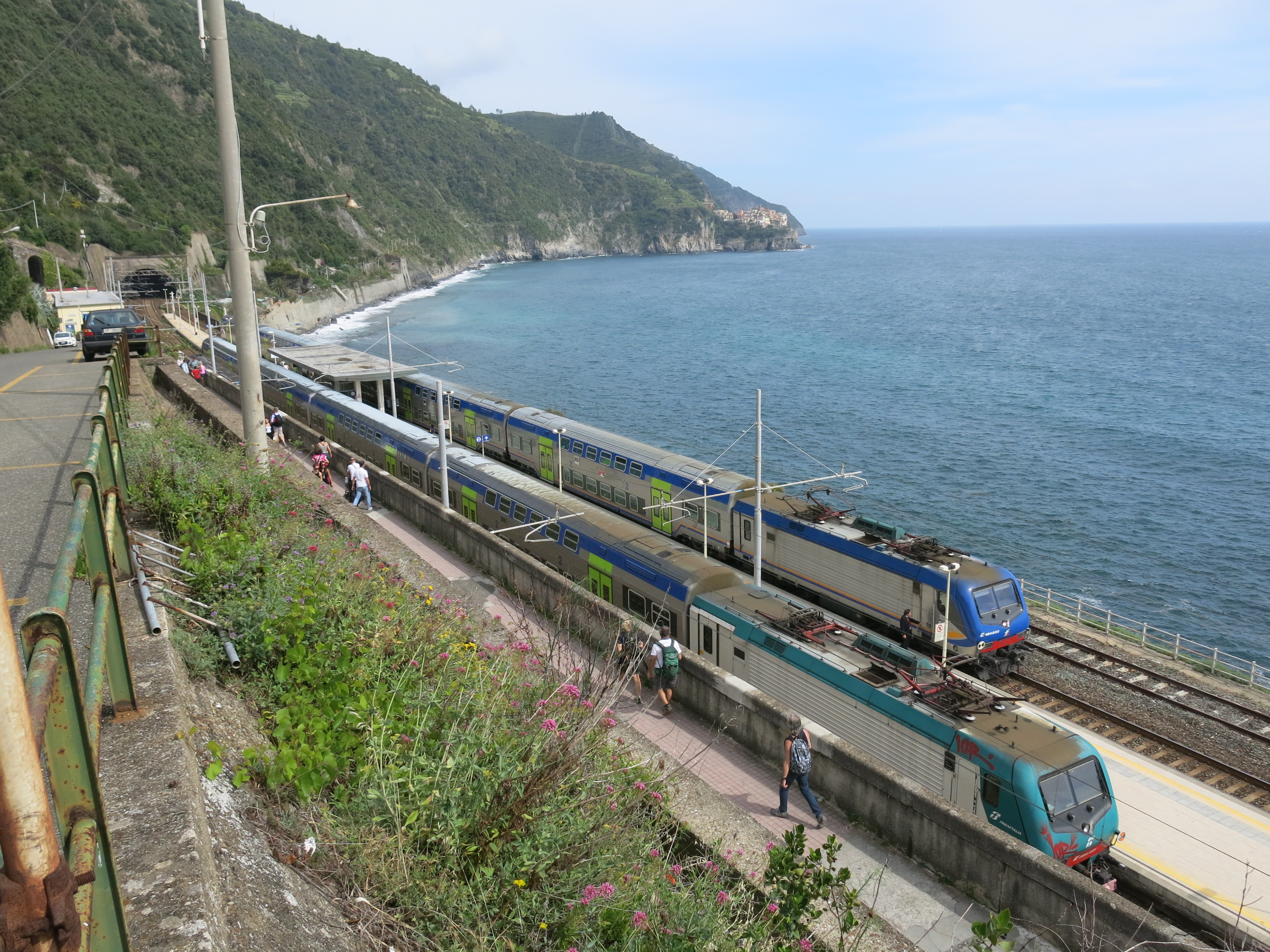
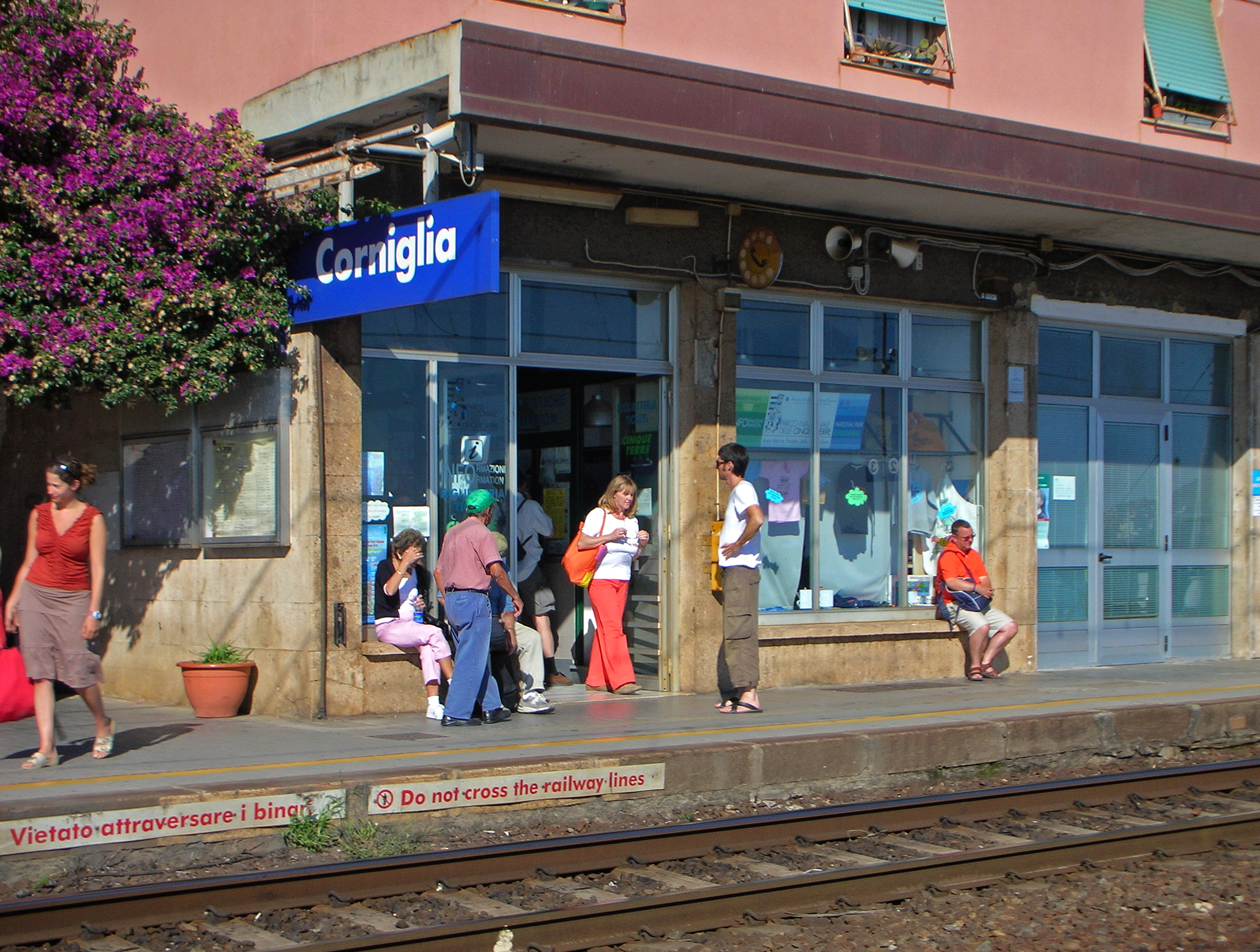
Vonatra várakozók
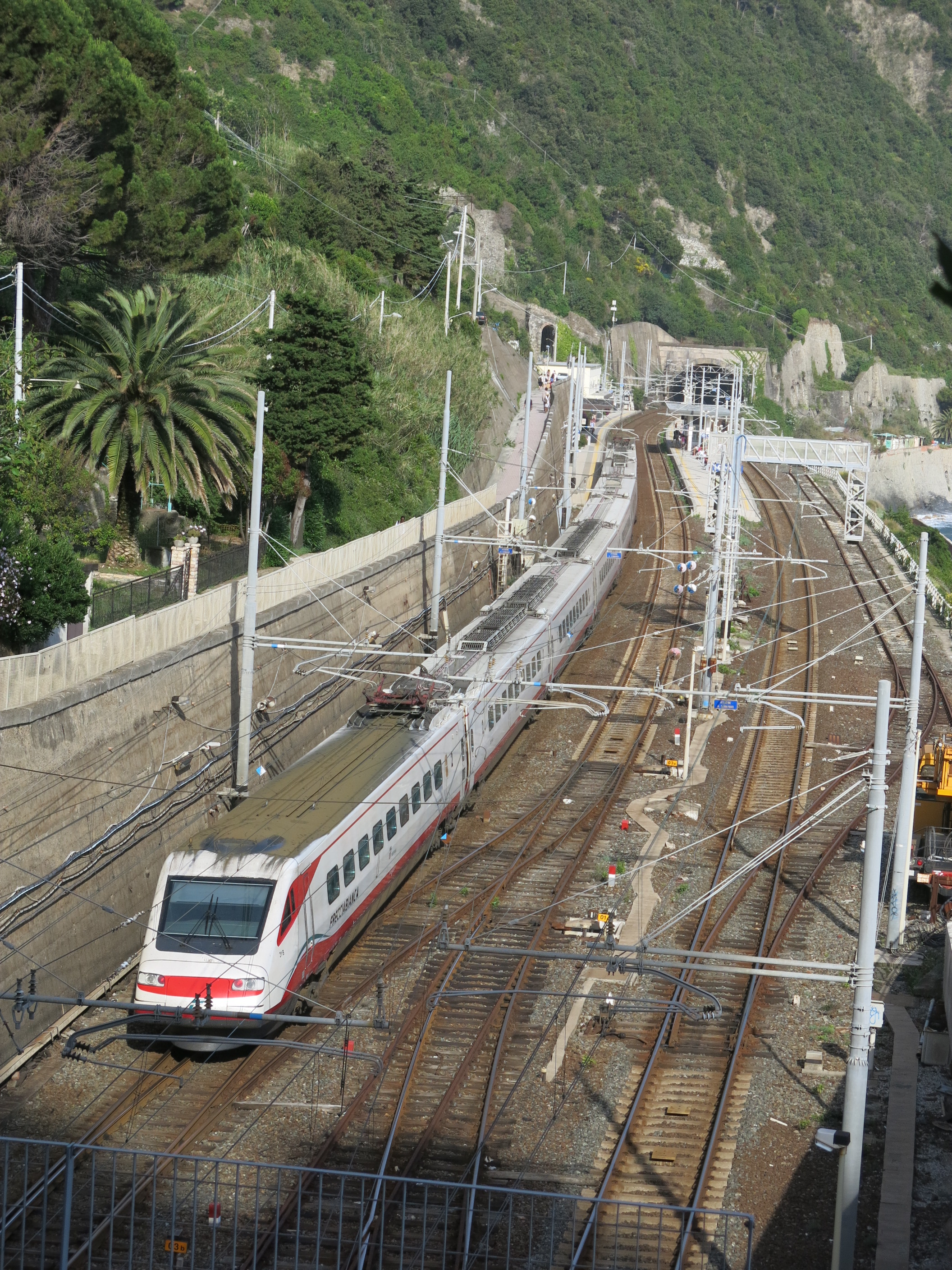
Egy Frecciabianca járat
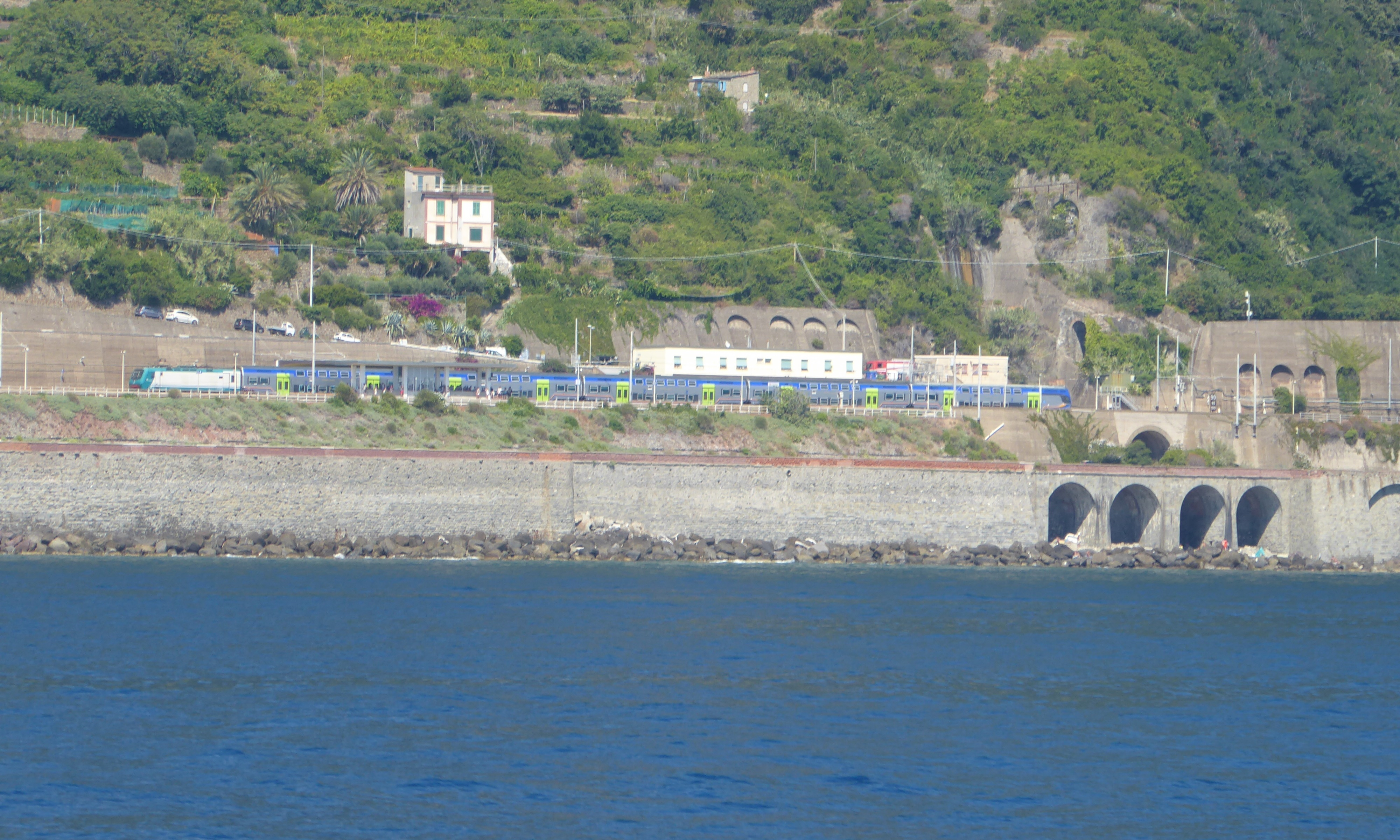
A tenger felől